# William Makepeace Thackeray
William Makepeace Thackeray (Alipur, Calcuta, Índia, 18 de juliol de 1811 - Londres, Anglaterra, 24 de desembre de 1863) fou un escriptor anglès relatiu a l'època del realisme, contemporani del reconegut escriptor Charles Dickens.

## Biografia
Fill únic d'Anne Becher Thackeray i el seu marit, un comerciant anomenat Richmond Thackeray, reeixí orfe de pare a la precoç edat de cinc anys. Tal succés motivà que posteriorment fos enviat a Anglaterra, on romandria sota la directriu de la seva tieta, Ms. Ritchie. Prosseguí els seus estudis a la Chiswick Mall Charterhouse School de Londres, i després en la Trinity College de Cambridge, però abandonà els estudis amb objecte de viatjar per tot Europa. Quan tornà a Londres, es va matricular en Dret, però deixà la universitat en ocasió de l'arribada d'una ufana herència, a mercè de la qual adquirí el diari National Standard.

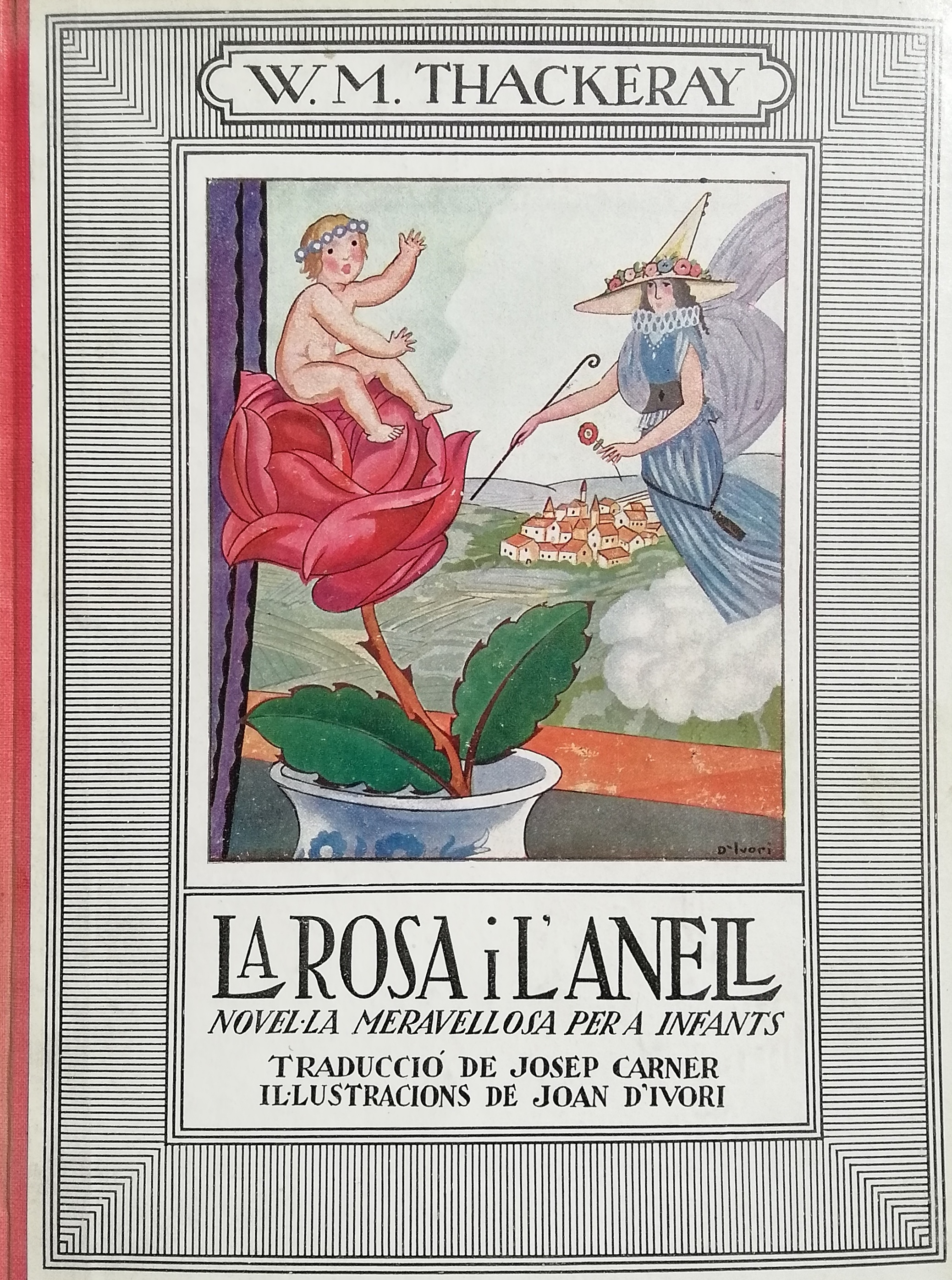
The Rose and the Ring de Thackeray, traducció catalana publicada a Barcelona l'any 1926

L'any 1834 es traslladà a París per tal d'instruir-se quant a dibuix i pintura. Conreà el periodisme i la caricatura en publicacions com The Constitutional, The Times, Punch (on ingressaria el 1842) o Fraser's Magazine.
Es casà l'any 1836 amb la irlandesa Isabella Shawe, si bé la seva esposa esseria internada en un hospital psiquiàtric esdevinguts cert lapse, el 1840. Entre els anys 1846 i 1851 establí profuses relacions amb la Jane Brookfield, dona d'un antic company de Cambridge, de nom William Brookfield.
Gràcies a ses relats, esdevingué el més notable competidor per al cèlebre Charles Dickens, degut al fet que els distanciaven llurs contrastades concepcions amb relació a la novel·la. Després d'impartir seminaris als Estats Units, edità el Cornhill Magazine (1860-1862), en el qual va publicar, basant-se en un sistema d'entregues, dues novel·les breus, El vidu Lovel i Les aventures de Philip. Al llarg de l'al·ludida època, va escriure els seus assajos humorístics "Els documents indirectes".
El 1862 abdicà la seva plaça com a editor a fi de no haver de seguir refusant més manuscrits, no obstant prosseguí la seva activitat literària escrivint per a l'esmentada revista; ja quan s'iniciava sa darrer volum, Denis Duval, el va sorprendre la Mort. Es considera que la seua millor obra és La fira de les vanitats (Vanity Fair, 1847), escrit publicat a partir d'entregues protagonitzat per Becky Sharp, un arribista sens cap mena d'escrúpols.

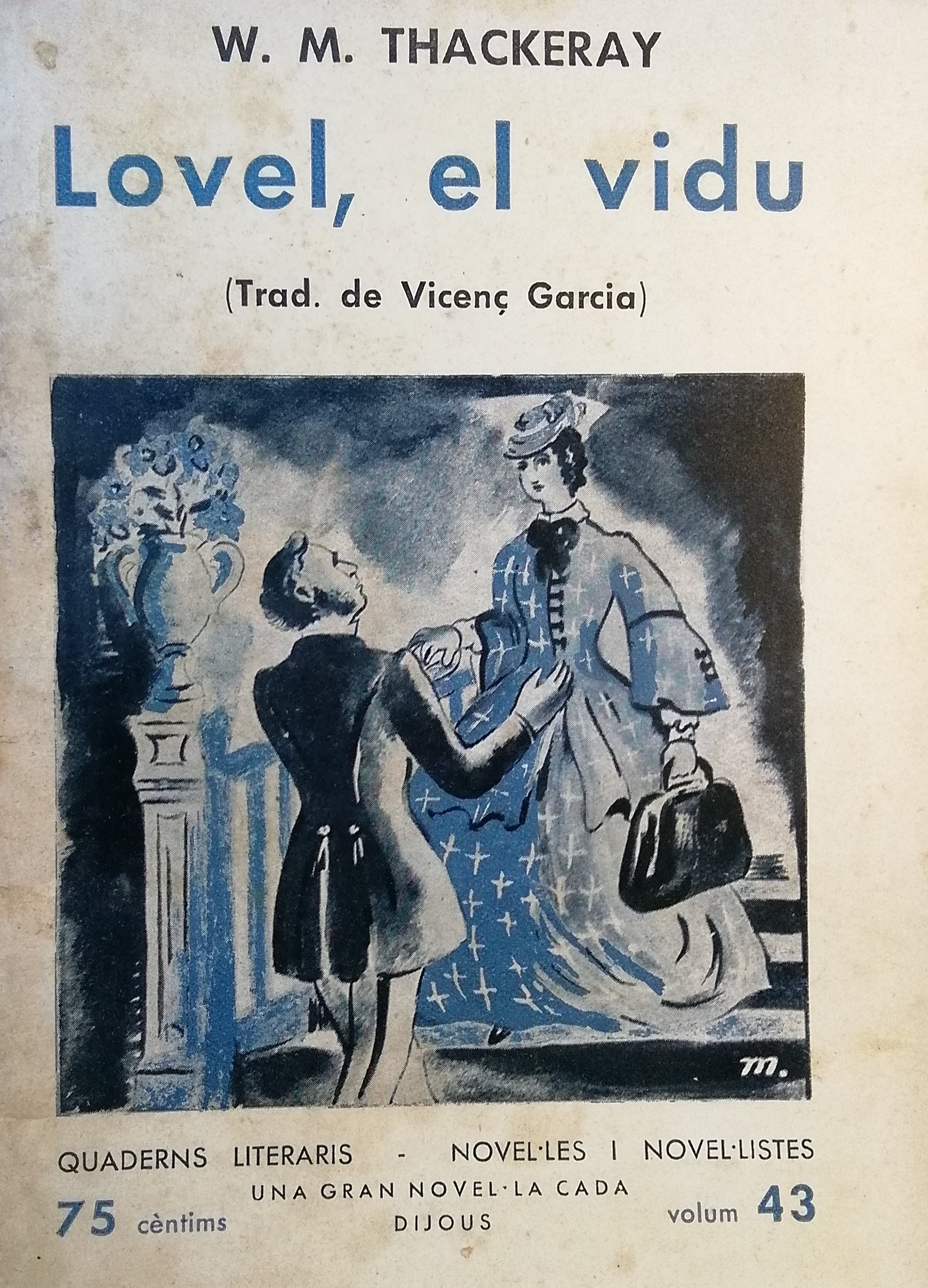
Lovel the Widower (Lovel, el vidu) de Thackeray, traducció catalana publicada a Barcelona l'any 1935 dins la col·lecció Quaderns Literaris

## Obres
- Notes de París (1841), articles per a diferents revistes literàries.
- Relats i esbossos còmics (1841)
- Història de Mr. Samuel Titmarsh i el gran Hogarty Diamond (1841)
- Quadern irlandès (1843)
- Barry Lyndon (1844), portada al cinema a cura de Stanley Kubrick.
- El llibre dels esnobs (1846-47). Traducció al català de Xavier Pàmies. Martorell: Adesiara editorial, 2009.
- Cornhill to Cairo (1847)
- Història de Pendennnis (1848)
- Henry Esmond (1852)
- Recents arribats (1853)
- Els virginians (1857-59)
- Lovel the Widower (1860). Traducció catalana de l'any 1935 dins la col·lecció Quaderns Literaris.
- Les aventures de Philip (1861–1862)
- La fira de les vanitats (1847)